# وارد تلکام
وارد تلکام (عربی: وارد تليكوم الدولية) شرکت مخابرات اماراتی است، که در سال ۲۰۰۴ تأسیس شد.